# Louise-Françoise de Bourbon (1707-1743)
 (février 2025).
Si vous disposez d'ouvrages ou d'articles de référence ou si vous connaissez des sites web de qualité traitant du thème abordé ici, merci de compléter l'article en donnant les références utiles à sa vérifiabilité et en les liant à la section « Notes et références ».
Ne doit pas être confondu avec Louise-Françoise de Bourbon (1673-1743).
Louise-Françoise de Bourbon, dite Mademoiselle du Maine, est née au château de Versailles le 4 décembre 1707 et est morte au château d'Anet le 19 août 1743. Fille de Louis-Auguste de Bourbon et de Louise-Bénédicte de Bourbon, elle est la petite-fille du roi Louis XIV et de sa maîtresse Madame de Montespan. Destinée à épouser le prince Jacques de Monaco, elle meurt célibataire et sans enfants.

## Biographie

### Enfance
Louise-Françoise de Bourbon est née au château de Versailles le 4 décembre 1707. Elle est baptisée au même endroit le 9 avril 1714, ayant pour parrain le jeune Louis XV et pour marraine sa tante Françoise-Marie de Bourbon. Elle est la fille de Louis-Auguste de Bourbon, le prince de Dombes et duc du Maine, et de Louise-Bénédicte de Bourbon, célèbre salonnière qui recevait en son château de Sceaux. Elle est de fait une descendante de Louis XIV et du Grand Condé par ses parents. 
Surnommée « Mademoiselle du Maine », elle est la plus jeune des sept enfants du couple, pour la plupart morts en bas âge. Louise-Françoise sera placée à l'abbaye de Maubuisson, une prestigieuse abbaye alors située dans la région de Saint-Ouen-l'Aumône. Elle y sera élevée plusieurs années mais reste malgré tout proche de ses parents. En 1721, lorsque ses parents, ayant conspiré contre le Régent, sont exilés, elle se voit obligée de quitter l'abbaye pour le couvent de Chaillot. 

### Mariage
Lorsque son père meurt, elle obtient des appartements au rez-de-chaussée de l'aile du Midi au château de Versailles donnants sur l'orangerie et y habite à côté de sa mère. On disait alors qu'elle était fiancée à un certain Monsieur de Guise mais ces dernières n'aboutirent jamais. En 1740, une union avec Jacques de Monaco est de fait envisagée. Cela n'eut jamais lieu non plus. Un autre candidat possible était son cousin, Louis de Bourbon-Condé, le plus jeune des fils de son oncle. 

### Personnalité
On disait de Louise-Françoise qu'elle n'était pas jolie. Dans ses mémoires, sa mère déclarait qu'elle n'était ni jolie, ni attirante, et que sans sa dot, personne n'aurait pu lui demander sa main. Ses mémoires livrent également une anecdote quant à son caractère maladroit : les paniers des robes étaient si larges qu'une fois, celui de la jeune fille se mêla à celui de la reine et les deux femmes durent ainsi se tenir l'une et l'autre afin de se séparer. Le monarque Louis XV en fut alors très irrité. 

### Décès

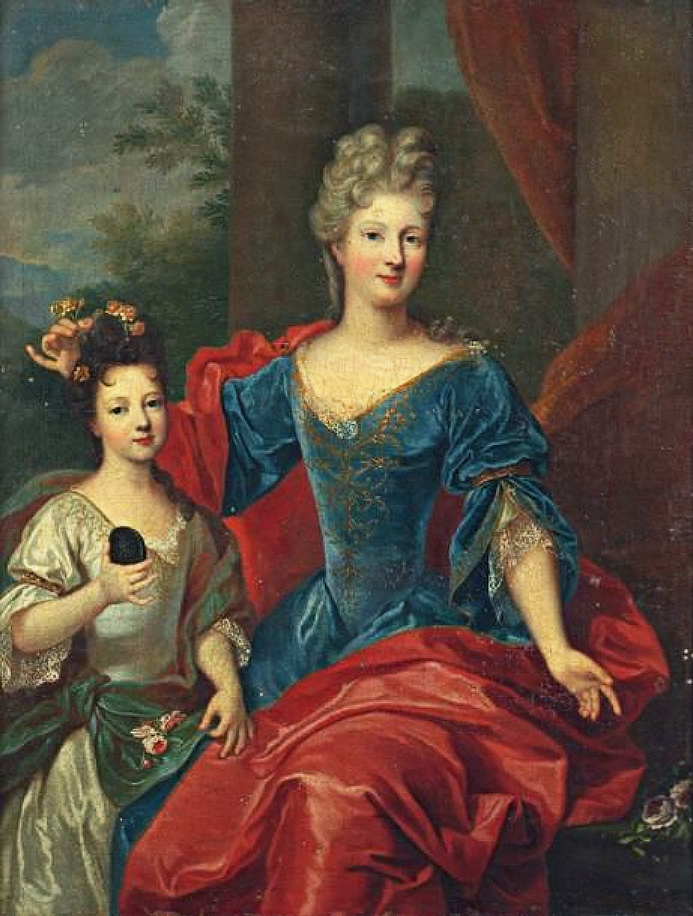
Portrait d'Anne-Louise-Bénédicte de Bourbon, duchesse du Maine et de sa fille Françoise-Louise de Bourbon par l'école française, XVIIIe siècle.

Louise-Françoise ne fut jamais mariée. Elle mourut des suites d'une chute à cheval âgée de trente-cinq ans, au château d'Anet le 19 août 1743. Elle fait alors de sa cousine Élisabeth-Alexandrine de Bourbon-Condé son unique héritière. Elle est inhumée en l'église Saint-Cyr-et-Sainte-Julitte d'Anet. Sa sépulture est épargnée par les révolutionnaires, et la dalle funéraire est toujours visible de nos jours, bien que quasiment illisible. Elle sera pleurée par sa mère et ses deux frères. 

## Titulature
- 4 décembre 1707 - 19 août 1743 : Son Altesse Royale Louise-Françoise de Bourbon, petite-fille de France.